# Steven M. Bellovin
Steven M. Bellovin var ser un investigador en xarxes i seguretat informàtica. Professor al departament d'informàtica de la Universitat de Colúmbia des de 2005. Anteriorment, Bellovin va ser becari a AT&T Labs Research a Florham Park, Nova Jersey.
El setembre de 2012, Bellovin va ser nomenat tecnòleg en cap de la Comissió Federal de Comerç dels Estats Units, en substitució d'Edward W. Felten, que va tornar a la Universitat de Princeton. Va ocupar aquest càrrec des de setembre de 2012 fins a agost de 2013.
El febrer de 2016, Bellovin es va convertir en el primer acadèmic de tecnologia de la Junta de Supervisió de Privadesa i Llibertats Civils.
Va rebre una llicenciatura a la Universitat de Colúmbia, i un màster i doctorat en informàtica per la Universitat de Carolina del Nord a Chapel Hill.
Com a estudiant de postgrau, Bellovin va ser un dels creadors d'USENET. Més tard va suggerir que Gene Spafford creés la llista de correu Phage com a resposta al Morris Worm.
Bellovin és autor i coautor de diversos llibres, RFC i articles tècnics, com ara:
- Tallafocs i seguretat a Internet: repel·lint el Wily HackerISBN 0-201-63357-4 (amb W. Cheswick) - un dels primers llibres sobre seguretat a Internet.
  - Tallafocs i seguretat a Internet: repel·lint el Wily Hacker 2a edicióISBN 0-201-63466-X (amb Cheswick i Aviel D. Rubin)
- Pensant en seguretat: aturar els pirates informàtics de l'any que ve (2015)ISBN 978-0134277547
- FTP compatible amb el tallafoc.
- Problemes de seguretat per IPng.
- En moltes adreces per host.
- Defensa contra els atacs de nombres de seqüència.
- RFC 3514 La bandera de seguretat a la capçalera IPv4 (RFC del dia dels inocents).
- Sobre l'ús del protocol de transmissió de control de flux (SCTP) amb IPsec (amb J. Ioannidis, A. Keromytis, R. Stewart).
- Mecanismes de seguretat per a Internet (amb J. Schiller, Ed., C. Kaufman).
- Directrius per a la gestió de claus criptogràfiques (amb R. Housley).